# Dayton-Wright TA-3
Il Dayton-Wright TA-3 era un aereo biplano e monomotore realizzato dall'azienda statunitense Dayton-Wright nel corso dei primi anni venti.
Variante destinata al mercato militare del precedente Dayton-Wright Chummy, l'aereo venne impiegato come addestratore nei reparti dello United States Army Air Service (USAAS), la componente aeronautica dell'esercito degli Stati Uniti d'America.

## Storia del progetto
Il progetto del TA-3 venne realizzato dalla Dayton-Wright nel corso del 1921 come possibile sostituto del Curtiss JN-4 all'epoca in corso di radiazione dai reparti dell'USAAS, in quanto ormai obsoleto. Si trattava, sostanzialmente, della variante dell'addestratore Dayton-Wright Chummy realizzato l'anno precedente e destinato al mercato civile.
Dotato di motore rotativo Le Rhône 9C, il TA-3 venne ordinato dall'USAAS in tre esemplari destinati alla realizzazione delle prove operative che, in ordine al loro felice esito, condussero alla stipula di un secondo contratto per dieci ulteriori aerei.
Il TA-3 ("Trainer Aircooled", addestratore con motore raffreddato ad aria, secondo il sistema di designazione all'epoca in uso) risultò carente in quanto a potenza del motore impiegato, per cui, nel corso della produzione, si fece ricorso a motori Le Rhône 9C di maggior potenza senza scartare la possibilità di ricorrere ad altre tipologie di propulsori.
Vennero così realizzate le varianti TW-3 ("Trainer Watercooled", in ragione dell'impiego di motore raffreddato a liquido) e TA-5, dotato di un motore di maggior potenza: mentre questo secondo velivolo non ebbe seguito produttivo, il TW-3 risulta essere stato prodotto in 20 esemplari che vennero però commercializzati come Consolidated TW-3 poiché la Dayton-Wright, dal 1919 controllata dalla General Motors, venne ceduta alla Consolidated Aircraft Corporation (nel corso del 1923) unitamente alle licenze di costruzione della maggior parte dei modelli che produceva.

## Tecnica

### Cellula
Il Dayton-Wright TA-3 era un biplano dalla struttura mista: la fusoliera e gli impennaggi erano realizzati in tubi d'acciaio con rivestimento in tela mentre le ali erano in legno.
La fusoliera, di sezione quadrata vedeva i due membri dell'equipaggio (pilota istruttore ed allievo) alloggiati affiancati nell'abitacolo, disposto al di sotto dell'ala superiore; posteriormente la trave di coda andava rastremandosi fino a formare il cono di coda che sosteneva l'impennaggio di tipo classico; per forma e dimensioni ognuno dei tre elementi dell'impennaggio era uguale ed intercambiabile con gli altri due.
Il velivolo aveva configurazione alare di tipo sesquiplana ed il piano inferiore era leggermente scalato verso il posteriore; l'ala superiore era costituita in tre pezzi: la zona centrale era formata da un'unica sezione mentre le due sezioni esterne erano di dimensioni identiche alle semiali inferiori e, anche in questo caso, erano con queste intercambiabili. I due piani alari erano tra loro collegati da una coppia di montanti per ogni semiala, disposti obliquamente e costituiti da tubi posizionati ad "N" rovesciata. Una seconda coppia di montanti collegava il piano alare superiore con i lati della fusoliera.
All'estremità dei due piani alari erano collocati gli alettoni, tra loro collegati da una singola asta verticale.
Il carrello d'atterraggio era di tipo classico e fisso, con due elementi monoruota collegati alla fusoliera tramite una serie di tubi metallici; sotto il tronco di coda della fusoliera era invece sistemato un pattino d'atterraggio, anch'esso di tipo fisso.

### Motore
Equipaggiato con il motore Le Rhône 9C, il Dayton-Wright TA-3 fu l'ultimo velivolo proposto allo USAAS dotato di motore rotativo. Malgrado il lavoro svolto dai progettisti nel ridurre il peso dell'aereo rispetto alla versione "civile", le prove di valutazione misero in evidenza l'insufficiente potenza (80 hp, pari a circa 60 kW) disponibile.
I dieci esemplari di serie vennero equipaggiati con una versione successiva del Le Rhône 9C, in grado di sviluppare 110 hp di potenza (pari a poco più di 82 kW), tuttavia senza riuscire a soddisfare completamente le richieste delle autorità militari. La soluzione definitiva venne ricercata mediante l'impiego di nuove unità motrici: l'utilizzo del Wright Hisso 1 (versione costruita su licenza del V-8 Hispano-Suiza 8) da 180 hp (pari a poco più di 134 kW) diede origine alla variante denominata TW-3, mentre il ricorso al motore radiale Lawrance J-1 (200 hp, 149 kW) contraddistinse un singolo velivolo denominato TA-5.

## Versioni
- Chummy: progetto originario, per il mercato civile; ne furono realizzati due esemplari, di cui uno dotato di motore rotativo LeRhône da 80 hp[5] e l'altro equipaggiato con un motore Clerget da 120 hp[2]. L'aereo, pur nascendo con il carrello biciclo fisso, poteva essere trasformato in idrovolante in modo agevole. Nel 1923, alla chiusura dell'azienda costruttrice, la licenza di produzione del Chummy venne rilevata dalla Rinehart-Whelan che provvide a sostituire i motori originari con il V-8 Curtiss OX-5 mutandone la denominazione in "Rambler"[6].
- TA-3: versione proposta all'USAAS nel ruolo di addestratore; dotata di motore rotativo LeRhône raffreddato ad aria, venne realizzata complessivamente in tredici esemplari.
  - TW-3: variante con motore otto cilindri a V, raffreddato a liquido, Wright Hisso; costruito in tre esemplari dalla Dayton-Wright, la licenza per la sua costruzione fu acquisita dalla Consolidated al momento della cessazione dell'azienda.
- TA-5: versione leggermente modificata rispetto al TA-3; oltre al nuovo motore radiale Lawrance J-1 da 200[4] o 220 hp[2] aveva apertura alare leggermente ampliata e piani alari delle stesse dimensioni e perfettamente sovrapposti. Ne venne realizzato un solo esemplare sul quale vennero anche effettuati test per l'impiego di un carrello d'atterraggio monotraccia, costituito da una singola ruota principale disposta sotto la prua dell'aereo e due più piccole disposte all'estremità delle semiali con funzione equilibratrice[4].

## Utilizzatori
Stati Uniti
- United States Army Air Service

### Pubblicazioni
- (EN) Airism from the Four Winds - Dayton Wrignt "Chummy", in Flight, Sutton, Surrey - UK, Reed Business Information Ltd., 9 novembre 1922,  p. 664. URL consultato il 5 giugno 2015.